# Broussy-le-Petit
Broussy-le-Petit  là một xã thuộc tỉnh Marne trong vùng Grand Est đông nam nước Pháp. Xã nằm ở khu vực có độ cao trung bình 152 mét trên mực nước biển.